# 2013 YP139
2013 YP139 ist ein erdnaher Asteroid, der am 29. Dezember 2013 von dem Near-Earth-Object-WISE-Programm (NEOWISE) der NASA entdeckt wurde.
Der Asteroid ist schätzungsweise 650 Meter im Durchmesser. Er wird innerhalb der nächsten 100 Jahre der Erde nicht näher als etwas mehr als eine Monddistanz kommen. Der Asteroid gilt als ein potentiell gefährliches Objekt (PHA).